# Campigny (Eure)
Campigny és un municipi francès situat al departament de l'Eure i a la regió de Normandia. L'any 2007 tenia 859 habitants.

## Demografia

### Població
El 2007 la població de fet de Campigny era de 859 persones. Hi havia 307 famílies, de les quals 42 eren unipersonals (29 homes vivint sols i 13 dones vivint soles), 126 parelles sense fills, 122 parelles amb fills i 17 famílies monoparentals amb fills.
La població ha evolucionat segons el següent gràfic:
Habitants censats

### Habitatges
El 2007 hi havia 354 habitatges, 313 eren l'habitatge principal de la família, 23 eren segones residències i 17 estaven desocupats. 346 eren cases i 2 eren apartaments. Dels 313 habitatges principals, 265 estaven ocupats pels seus propietaris, 46 estaven llogats i ocupats pels llogaters i 2 estaven cedits a títol gratuït; 3 tenien una cambra, 2 en tenien dues, 23 en tenien tres, 95 en tenien quatre i 190 en tenien cinc o més. 223 habitatges disposaven pel capbaix d'una plaça de pàrquing. A 109 habitatges hi havia un automòbil i a 185 n'hi havia dos o més.

### Piràmide de població
La piràmide de població per edats i sexe el 2009 era:
| Homes | Edats   | Dones |
| ----- | ------- | ----- |
| 0     | 95 o +  | 0     |
| 0     | 90 a 94 | 0     |
| 0     | 85 a 89 | 0     |
| 8     | 80 a 84 | 4     |
| 4     | 75 a 79 | 8     |
| 8     | 70 a 74 | 20    |
| 8     | 65 a 69 | 0     |
| 20    | 60 a 64 | 28    |
| 36    | 55 a 59 | 20    |
| 40    | 50 a 54 | 44    |
| 24    | 45 a 49 | 36    |
| 40    | 40 a 44 | 32    |
| 28    | 35 a 39 | 24    |
| 28    | 30 a 34 | 20    |
| 12    | 25 a 29 | 16    |
| 24    | 20 a 24 | 16    |
| 52    | 15 a 19 | 48    |
| 60    | 10 a 14 | 24    |
| 32    | 5 a 9   | 24    |
| 20    | 0 a 4   | 8     |

## Economia
El 2007 la població en edat de treballar era de 622 persones, 453 eren actives i 169 eren inactives. De les 453 persones actives 406 estaven ocupades (227 homes i 179 dones) i 47 estaven aturades (24 homes i 23 dones). De les 169 persones inactives 55 estaven jubilades, 55 estaven estudiant i 59 estaven classificades com a «altres inactius».

### Ingressos
El 2009 a Campigny hi havia 349 unitats fiscals que integraven 982 persones, la mediana anual d'ingressos fiscals per persona era de 19.264 €.

### Activitats econòmiques
Dels 13 establiments que hi havia el 2007, 1 era d'una empresa de fabricació de material elèctric, 1 d'una empresa de fabricació d'altres productes industrials, 1 d'una empresa de construcció, 3 d'empreses de transport, 2 d'empreses d'hostatgeria i restauració, 3 d'empreses de serveis, 1 d'una entitat de l'administració pública i 1 d'una empresa classificada com a «altres activitats de serveis».
Dels 2 establiments de servei als particulars que hi havia el 2009, 1 era una lampisteria i 1 saló de bellesa.
L'any 2000 a Campigny hi havia 26 explotacions agrícoles que ocupaven un total de 1.040 hectàrees.

## Equipaments sanitaris i escolars
El 2009 hi havia una escola elemental.

## Poblacions més properes
El següent diagrama mostra les poblacions més properes.